# هنری اولدنبرگ

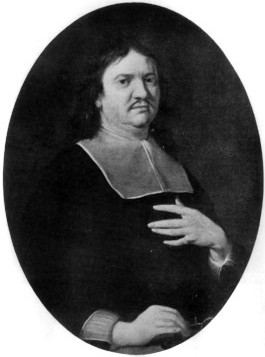
هنری اولدنبرگ

هنری اولدنبرگ (۱۶۱۹- ۵ سپتامبر ۱۶۷۷) یک خداشناس آلمانی است که به عنوان سفیر، فیلسوف طبیعی و مبتکر داوری همپای علمی شناخته شده است. او یکی از نخستین سفیران اروپا در قرن هفدهم و با افرادی چون فابری دی پیارسک، مارین مرسن و اسماعیل بولیاو در ارتباط بود. با شکل‌گیری جامعهٔ سلطنتی، او به عنوان نخستین فرد، عنوان مسئول امور خارجه را عهده‌دار شد.